# Dunn (cognome)
Dunn è un cognome di lingua inglese.

## Diffusione
Pur essendo un cognome di origine non italiana, si riscontra una minima presenza anche in Italia.

## Etimologia
Dunn è un cognome derivante da un soprannome, dal sassone dunn che significa "marrone", "scuro", "bruno"; in alternativa, potrebbe derivare dal gaelico dun, fortezza di collina.

## Persone
- David Dunn, calciatore inglese
- Debbie Dunn, atleta giamaicana naturalizzata statunitense
- Donald Dunn, bassista, produttore discografico e cantautore statunitense
- James Dunn, attore statunitense
- James D. G. Dunn, teologo britannico
- Jeffrey Dunn, musicista inglese
- John Dunn, politologo britannico
- Jourdan Dunn, modella britannica
- Katherine Dunn, scrittrice statunitense
- Kevin Dunn, attore statunitense
- Matthew Dunn, nuotatore australiano
- Robert Dunn, giocatore di calcio a 5 australiano
- Ronnie Dunn, musicista statunitense, componente del duo Brooks & Dunn
- Ryan Dunn (1977-2011), personaggio televisivo statunitense
- Stephen Dunn, poeta statunitense
- T.R. Dunn, cestista e allenatore di pallacanestro statunitense
- Teddy Dunn, attore statunitense
- Trevor Dunn, bassista statunitense

## Il cognome nelle arti
- Deanna Dunn - personaggio de Il padrino